# 議院法
議院法（ぎいんほう、明治22年2月11日法律第2号）は、大日本帝国憲法下で適用された法律である。1889年（明治22年）2月11日に大日本帝国憲法と同日に公布され、翌1890年（明治23年）11月25日に施行された。議院法は、大日本帝国憲法により立法府として設置された帝国議会（貴族院・衆議院から成る。貴衆両院と総称する。）の組織・運営・権限・議員について定めた法律である。議員に関しては、議院法の他、貴族院令（明治22年勅令第11号）および衆議院議員選挙法（明治22年法律第37号）によっても定められた。
1890年（明治23年）11月29日の大日本帝国憲法施行に先立ち、同年11月25日に第1回帝国議会は召集され、議院法はこの召集の日から施行された。
議院法は、1947年（昭和22年）の国会法（昭和22年法律第79号）附則により廃止された。

## 章立て
議院法（明治22年法律第2号）
- 第一章　帝国議会ノ召集成立及開会
- 第二章　議長書記官及経費
- 第三章　議長副議長及議員歳費
- 第四章　委員
- 第五章　会議
- 第六章　停会閉会
- 第七章　秘密会議
- 第八章　予算案ノ議定
- 第九章　国務大臣及政府委員
- 第十章　質問
- 第十一章　上奏及建議
- 第十二章　両議院関係
- 第十三章　請願
- 第十四章　議院ト人民及官庁地方議会トノ関係
- 第十五章　退職及議員資格ノ異議
- 第十七章　紀律及警察
- 第十八章　懲罰

## 条文の現代語訳
原文はウィキソースの議院法を参照のこと。